# Kotschya
Kotschya es un género de plantas con flores con  31 especies perteneciente a la familia Fabaceae. Comprende 31 especies descritas y de estas, solo 30 aceptadas.

## Taxonomía
El género fue descrito por Stephan Ladislaus Endlicher y publicado en Nov. Stirp. Dec. 1: 4. 1839.

## Especies
- Kotschya aeschynomenoides (Baker) Dewit & P.A.Duvign.
- Kotschya africana Endl.
- Kotschya bullockii Verdc.
- Kotschya capitulifera (Baker) Dewit & P.A.Duvign.
- Kotschya carsonii (Baker) Dewit & P.A.Duvign.
- Kotschya coalescens Dewit & P.A.Duvign.
- Kotschya eurycalyx (Harms) Dewit & P.A.Duvign.
- Kotschya goetzei (Harms) Verdc.
- Kotschya imbricata Verdc.
- Kotschya longiloba Verdc.
- Kotschya lutea (Porteres) Hepper
- Kotschya micrantha (Harms) Hepper
- Kotschya ochreata (Taub.) Dewit & P.A.Duvign.
- Kotschya oubanguiensis (Tisser.) Verdc.
- Kotschya parvifolia (Burtt Davy) Verdc.
- Kotschya perrieri (R.Vig.) Verdc.
- Kotschya platyphylla (Brenan) Verdc.
- Kotschya princeana (Harms) Verdc.
- Kotschya prittwitzii (Harms) Verdc.
- Kotschya recurvifolia (Taub.) F.White
- Kotschya scaberrima (Taub.) Wild
- Kotschya schweinfurthii (Taub.) Dewit & P.A.Duvign.
- Kotschya speciosa (Hutch.) Hepper
- Kotschya stolonifera (Brenan) Dewit & P.A.Duvign.
- Kotschya strigosa (Benth.) Dewit & P.A.Duvign.
- Kotschya strobilantha (Baker) Dewit & P.A.Duvign.
- Kotschya suberifera Verdc.
- Kotschya thymodora (Baker f.) Wild
- Kotschya uguenensis (Taub.) F.White
- Kotschya uniflora (A.Chev.) Hepper